# Johan Vlemmix
Johannes Cornelis Wilhelmus Maria (Johan) Vlemmix (Eindhoven, 4 februari 1959) is een Nederlandse ondernemer en zanger.

## Biografie
Vlemmix groeide op in Eindhoven. Na de middelbare school en nog een opleiding was hij sinds 1989 onder meer handelaar in tweedehands auto's. Vlemmix kreeg bekendheid vanwege het TROS-televisieprogramma Te land, ter zee en in de lucht, waar hij honderd keer aan meedeed en naar eigen zeggen honderdvijfentwintig keer naar beneden ging. Later werd hij starter en jurylid. Rond 1996 kwam hij in de publiciteit met een fanclub voor Emily Bremers, die toentertijd een relatie had met prins Willem-Alexander.
Met de Partij van de Toekomst deed hij mee aan de Tweede Kamerverkiezingen van 2002, 2003 en 2012, zonder zetels te halen. In 2025 doet hij opnieuw een poging om in de Tweede Kamer te belanden.  Op verschillende televisiezenders was Vlemmix te zien als de Minister van Feest, in het gelijknamige programma. Hij beloofde een voettocht naar Rome te maken wanneer hij geen zetels zou behalen. Dat heeft hij gedaan en de pers heeft hem daarbij nauwlettend gevolgd.
In 2004 had Vlemmix samen met Herman Berghuis (alias Herman van Idols) een bescheiden carnavalshitje. Op 14 november 2005 voerde Vlemmix de gulden zogenaamd weer in als betaalmiddel. De munt kon in Eindhoven beperkt gebruikt worden als betaalmiddel in onder meer enkele horecagelegenheden. Eerder had Vlemmix al een Anti-Discriminatie Munt laten slaan.
In juni 2006 haakte Vlemmix in op de toenmalige wuppierage in Nederland met de single 'Allemaal wuppies'. De eigenaar van de wuppie, promotiebedrijf Interall, vond dat Vlemmix hiermee de merkrechten schond en het pluizige beestje bovendien in verband bracht met drankmisbruik. Vlemmix verklaarde alleen een leuk liedje te hebben willen maken uit enthousiasme voor de wuppie. De rechter stelde Interall echter in het gelijk, en Vlemmix mocht het lied niet meer zingen of verkopen.
In het televisieprogramma Pauw & Witteman van 13 september 2006 nam Vlemmix afscheid van het bekende Nederlanderschap middels een afscheidsinterview. Hij verklaarde er niet langer meer de publiciteit op te zullen zoeken. Later heeft hij echter aangegeven het toch moeilijk te vinden dit vol te houden en kwam hij terug op zijn toezegging.
Half september 2007 nam hij samen met Dick T(reesie) een lied op voor Rita Verdonk. Ze wilden haar met het nummer Niet links, niet rechts een hart onder de riem steken nadat ze in september 2007 uit de VVD-fractie was gezet. Begin dat jaar verscheen het nummer al, maar toen in een versie zonder zijn bijdrage.
In het najaar van 2007 nam Vlemmix samen met Nol Roos het lied 'Een bussie vol met Polen' op. Verwacht werd dat dit nummer een bescheiden succes zou zijn tijdens de vroege carnaval van 2008. In week 4 van 2008 kwam de single binnen op de 35e positie in de Top 40.
In juni 2008 besloot Vlemmix het rookverbod in de horeca te omzeilen door een zelfbedieningscafé te openen. Om hier aandacht voor te krijgen, nam hij met de band Rampzalig het nummer Ik Rook Niet op. Tijdens het carnaval van 2010 kwam hij samen met Peter Nuninga onder de naam De zakkenvullers, met de carnavalshit Dushi je pokkie is Foetsie.
Vlemmix woont in Eindhoven en heeft daar ook een pand (een oud-politiebureau) dat hij liet verbouwen tot een kopie van Paleis Soestdijk. In dit pand werd in 2009 de reallifesoap The Bunker Online opgenomen en in 2010 vormde dit pand het decor voor het project Studio Vlemmix.
In 2017 speelde Vlemmix in een videoclip van Donnie en Joost Klein.

### Verboden wapenbezit
Op 9 september 2006 bracht De Telegraaf het nieuws dat Vlemmix in de jaren tachtig was veroordeeld wegens verboden wapenbezit. Vlemmix verzamelde al sinds zijn veertiende vuurwapens. Nadat een ex-werknemer de politie had getipt, viel deze in 1981 met een arrestatieteam de winkel van Vlemmix binnen en werd zijn verzameling in beslag genomen. Op 30 oktober 1984 veroordeelde het gerechtshof van 's-Hertogenbosch Vlemmix tot vier maanden gevangenisstraf waarvan drie voorwaardelijk. Zijn straf, 28 dagen na aftrek van voorarrest, zat hij uit in gevangenis Ter Peel in Evertsoord, waar hij op 20 oktober 1985 werd ontslagen.

### Studio Vlemmix
Eind 2009 startte Johan Vlemmix een internettelevisie-project onder de naam Studio Vlemmix. Hierbij konden de kijkers via livestreams de makers en het personeel 24 uur volgen. In het Studio Vlemmix-programma 'Vlemmix Open Podium', een wekelijkse talentenjacht, trad onder andere de nog relatief onbekende zangeres Joan Franka op, die in 2012 de Nederlandse inzending voor het Eurovisiesongfestival zou verzorgen. Ook de toen nog beginnend kunstenares Loes van Delft had een van haar eerste publieke optredens in Studio Vlemmix, meer bepaald in de talkshow Tabula Rasa van "Terror" Jaap Amesz.

### Wereldrecord
In april 2017 verbrak Vlemmix het wereldrecord van 'de langste tijd in een attractie' in een reuzenrad op de pier van Scheveningen door er 58 uur in te zitten. In oktober 2020 verbrak hij het wereldrecord klappen door in de studio van Radio 538 vier uur lang te applaudisseren.

## Discografie

### Singles
| Single met eventuele hitnotering(en) in de Nederlandse Top 40 | Datum van verschijnen | Datum van binnenkomst | Hoogste positie | Aantal weken | Opmerkingen                               |
| ------------------------------------------------------------- | --------------------- | --------------------- | --------------- | ------------ | ----------------------------------------- |
| Wilhelmus                                                     | 2001                  | -                     |                 |              | met Zware Jongens #78 Single Top 100      |
| Safesex                                                       | 02-2004               | -                     |                 |              | met Herman Berghuis                       |
| Vogelgriep                                                    | 26-01-2006            | -                     |                 |              |                                           |
| Coupe D'Oranje                                                | 22-01-2007            | -                     |                 |              | #90 Single Top 100                        |
| Vrouwelijke Intuïtie                                          | 02-2007               | -                     |                 |              | met Maitai #67 Single Top 100             |
| Lief klein beertje                                            | 04-2007               | -                     |                 |              | (als Het Beertje Knut) #75 Single Top 100 |
| Een bussie vol met Polen!!                                    | 18-12-2007            | 26-01-2008            | 28              | 4            | met Nol Roos #7 Single Top 100            |
| Alle duitsers op het strand                                   | 27-05-2008            | -                     |                 |              | #32 Single Top 100                        |
| Ik Rook Niet                                                  | 23-06-2008            | -                     |                 |              | met Rampzalig                             |
| Hyves is hyves                                                | 14-11-2008            | -                     |                 |              | Als vanellende.nl                         |
| Recessie, recessie                                            | 2009                  | -                     |                 |              | met De Zakkenvuller                       |
| De bonte koe                                                  | 2009                  | -                     |                 |              | met DJ Arnoud #86 Single Top 100          |
| Dushi je pokkie is foetsie                                    | 2010                  | -                     |                 |              | met Peter Nuninga (als De Zakkenvullers)  |
| Bah bah bah bananen                                           | 2011                  | -                     |                 |              | met Prak!!                                |
| Advocaatje Leef Je Nog                                        | 2012                  | -                     |                 |              | met De Gangmakers                         |
| Geestjes                                                      | 2013                  | 11-09-2013            |                 |              | met Imca Marina & Prak!!                  |

## Filmografie
Films
| Jaar | Titel                                  | Rol                |
| ---- | -------------------------------------- | ------------------ |
| 2003 | Sinterklaas en het Gevaar in de Vallei | Minister van Feest |